# ريتشلاند (واشنطن)
ريتشلاند (بالإنجليزية: Richland)‏ هي إحدى مدن ولاية واشنطن في الولايات المتحدة الأمريكية.

## التركيبة السكانية
حدّد مكتب تعداد الولايات المتحدة بيانات التركيبة السكانية لريتشلاند في تعداد الولايات المتحدة. في ما يلي، التركيبة السكانية حسب تعدادي 2000 و2010.

### تعداد عام 2000
بلغ عدد سكان ريتشلاند 38,708 نسمة بحسب تعداد عام 2000، وبلغ عدد الأسر 15,549 أسرة وعدد العائلات 10,687 عائلة مقيمة في المدينة. في حين سجلت الكثافة السكانية 350.7 نسمة لكل كيلومتر مربع (908.3/ميل2). وبلغ عدد الوحدات السكنية 16,458 وحدة بمتوسط كثافة قدره 149.1 لكل كيلومتر مربع (386.2/ميل2).
وتوزع التركيب العرقي للمدينة بنسبة 89.55% من البيض و1.37% من الأمريكيين الأفارقة و0.76% من الأمريكيين الأصليين و4.06% من الأمريكيين ذوي الأصول الآسيوية و0.11% من سكان جزر المحيط الهادئ و1.85% من الأعراق الأخرى و2.31% من عرقين مختلطين أو أكثر و4.72% من الهسبانيون أو اللاتينيون من أي عرق.
بلغ عدد الأسر 15,549 أسرة كانت نسبة 35.8% منها لديها أطفال تحت سن الثامنة عشر تعيش معهم، وبلغت نسبة الأزواج القاطنين مع بعضهم البعض 56% من أصل المجموع الكلي للأسر، ونسبة 9.3% من الأسر كان لديها معيلات من الإناث دون وجود شريك، بينما كانت نسبة 3.5% من الأسر لديها معيلون من الذكور دون وجود شريكة وكانت نسبة 31.3% من غير العائلات. تألفت نسبة 27.2% من أصل جميع الأسر من عدة أفراد يعيشون في نفس المنزل ونسبة 9.4% كانت تتألف من شخص يعيش بمفرده يبلغ من العمر 65 عاماً أو أكثر. وبلغ متوسط حجم الأسرة المعيشية 2.48، أما متوسط حجم العائلات فبلغ 3.02.
بلغ العمر الوسطي للسكان 37.7 عاماً. وكانت نسبة 27.1% من القاطنين تحت سن الثامنة عشر، وكانت نسبة 7.4% بين الثامنة عشر والرابعة والعشرين عاماً، ونسبة 27% كانت واقعةً في الفئة العمرية ما بين الخامسة والعشرين والرابعة والأربعين عاماً، ونسبة 25.4% كانت ما بين الخامسة والأربعين والرابعة والستين، ونسبة 12.6% كانت ضمن فئة الخامسة والستين عاماً فما فوق. يوجد لكل 100 أنثى 96.2 ذكر، ويوجد لكل 100 أنثى في الثامنة عشر من عمرها فما فوق 93.4 ذكر.
بلغ متوسط دخل الأسرة في المدينة 53,092 دولارًا، أما متوسط دخل العائلة فبلغ 61,482 دولارًا. وكان متوسط دخل الذكور 52,648 دولارًا مقابل 30,472 دولارًا للإناث. وسجل دخل الفرد الخاص بالمدينة 25,494 دولارًا. وكانت نسبة 5.7% من العائلات ونسبة 8.2% من السكان تحت خط الفقر، وكان من هؤلاء نسبة 11.3% تحت سن الثامنة عشر ونسبة 5.6% في الخامسة والستين من العمر وما فوق.

### تعداد عام 2010
بلغ عدد سكان ريتشلاند 48,058 نسمة بحسب تعداد عام 2010، وبلغ عدد الأسر 19,707 أسرة وعدد العائلات 12,974 عائلة مقيمة في المدينة. في حين سجلت الكثافة السكانية 435.4 نسمة لكل كيلومتر مربع (1,127.7/ميل2). وبلغ عدد الوحدات السكنية 20,876 وحدة بمتوسط كثافة قدره 189.1 لكل كيلومتر مربع (489.8/ميل2).
وتوزع التركيب العرقي للمدينة بنسبة 87.05% من البيض و1.40% من الأمريكيين الأفارقة و0.81% من الأمريكيين الأصليين و4.73% من الأمريكيين ذوي الأصول الآسيوية و0.11% من سكان جزر المحيط الهادئ و2.68% من الأعراق الأخرى و3.22% من عرقين مختلطين أو أكثر و7.76% من الهسبانيون أو اللاتينيون من أي عرق.
بلغ عدد الأسر 19,707 أسرة كانت نسبة 31% منها لديها أطفال تحت سن الثامنة عشر تعيش معهم، وبلغت نسبة الأزواج القاطنين مع بعضهم البعض 51.6% من أصل المجموع الكلي للأسر، ونسبة 10% من الأسر كان لديها معيلات من الإناث دون وجود شريك، بينما كانت نسبة 4.2% من الأسر لديها معيلون من الذكور دون وجود شريكة وكانت نسبة 34.2% من غير العائلات. تألفت نسبة 28.2% من أصل جميع الأسر من عدة أفراد يعيشون في نفس المنزل ونسبة 10.1% كانت تتألف من شخص يعيش بمفرده يبلغ من العمر 65 عاماً أو أكثر. وبلغ متوسط حجم الأسرة المعيشية 2.42، أما متوسط حجم العائلات فبلغ 2.97.
بلغ العمر الوسطي للسكان 39.4 عاماً. وكانت نسبة 24.2% من القاطنين تحت سن الثامنة عشر، وكانت نسبة 8.1% بين الثامنة عشر والرابعة والعشرين عاماً، ونسبة 24.7% كانت واقعةً في الفئة العمرية ما بين الخامسة والعشرين والرابعة والأربعين عاماً، ونسبة 28.4% كانت ما بين الخامسة والأربعين والرابعة والستين، ونسبة 14.6% كانت ضمن فئة الخامسة والستين عاماً فما فوق. وتوزع التركيب الجنسي للسكان بنسبة 49% ذكور و51% إناث.

## المناخ
يظهر الجدول التالي التغييرات المناخية على مدار السنة لريتشلاند:
| البيانات المناخية لـريتشلاند      | البيانات المناخية لـريتشلاند | البيانات المناخية لـريتشلاند | البيانات المناخية لـريتشلاند | البيانات المناخية لـريتشلاند | البيانات المناخية لـريتشلاند | البيانات المناخية لـريتشلاند | البيانات المناخية لـريتشلاند | البيانات المناخية لـريتشلاند | البيانات المناخية لـريتشلاند | البيانات المناخية لـريتشلاند | البيانات المناخية لـريتشلاند | البيانات المناخية لـريتشلاند | البيانات المناخية لـريتشلاند |
| الشهر                             | يناير                        | فبراير                       | مارس                         | أبريل                        | مايو                         | يونيو                        | يوليو                        | أغسطس                        | سبتمبر                       | أكتوبر                       | نوفمبر                       | ديسمبر                       | المعدل السنوي                |
| --------------------------------- | ---------------------------- | ---------------------------- | ---------------------------- | ---------------------------- | ---------------------------- | ---------------------------- | ---------------------------- | ---------------------------- | ---------------------------- | ---------------------------- | ---------------------------- | ---------------------------- | ---------------------------- |
| الدرجة القصوى °ف (°م)             | 71 (22)                      | 73 (23)                      | 82 (28)                      | 92 (33)                      | 105 (41)                     | 110 (43)                     | 110 (43)                     | 113 (45)                     | 106 (41)                     | 89 (32)                      | 77 (25)                      | 66 (19)                      | 113 (45)                     |
| الحد الأقصى المتوسط °ف (°م)       | 58.3 (14.6)                  | 62.71 (17.06)                | 71.0 (21.7)                  | 81.2 (27.3)                  | 91. (33)                     | 97.0 (36.1)                  | 102.9 (39.4)                 | 101.3 (38.5)                 | 93.5 (34.2)                  | 80.8 (27.1)                  | 66.2 (19.0)                  | 58.7 (14.8)                  | 104.0 (40.0)                 |
| متوسط درجة الحرارة الكبرى °ف (°م) | 40.3 (4.6)                   | 48.6 (9.2)                   | 57.9 (14.4)                  | 65.3 (18.5)                  | 73.2 (22.9)                  | 80.4 (26.9)                  | 88.5 (31.4)                  | 88.2 (31.2)                  | 78.4 (25.8)                  | 63.9 (17.7)                  | 48.7 (9.3)                   | 37.8 (3.2)                   | 64.3 (17.9)                  |
| متوسط درجة الحرارة الصغرى °ف (°م) | 26.4 (−3.1)                  | 30.2 (−1.0)                  | 35.1 (1.7)                   | 40.8 (4.9)                   | 48.1 (8.9)                   | 54.7 (12.6)                  | 59.7 (15.4)                  | 58.7 (14.8)                  | 50.8 (10.4)                  | 41.2 (5.1)                   | 33.7 (0.9)                   | 28.2 (−2.1)                  | 42.3 (5.7)                   |
| الحد الأدنى المتوسط °ف (°م)       | 10.0 (−12.2)                 | 15.4 (−9.2)                  | 23.5 (−4.7)                  | 30.2 (−1.0)                  | 37.5 (3.1)                   | 45.4 (7.4)                   | 50.3 (10.2)                  | 49.7 (9.8)                   | 39.3 (4.1)                   | 28.6 (−1.9)                  | 19.2 (−7.1)                  | 12.8 (−10.7)                 | 3.9 (−15.6)                  |
| أدنى درجة حرارة °ف (°م)           | −21 (−29)                    | −22 (−30)                    | 11 (−12)                     | 23 (−5)                      | 30 (−1)                      | 38 (3)                       | 41 (5)                       | 39 (4)                       | 31 (−1)                      | 13 (−11)                     | −6 (−21)                     | −10 (−23)                    | −22 (−30)                    |
| الهطول إنش (مم)                   | 0.99 (25)                    | 0.70 (18)                    | 0.61 (15)                    | 0.49 (12)                    | 0.59 (15)                    | 0.54 (14)                    | 0.20 (5.1)                   | 0.23 (5.8)                   | 0.28 (7.1)                   | 0.54 (14)                    | 0.98 (25)                    | 1.05 (27)                    | 7.15 (182)                   |
| متوسط تساقط الثلوج إنش (سم)       | 2.6 (6.6)                    | 1.5 (3.8)                    | 0.3 (0.76)                   | 0.0 (0.0)                    | 0.0 (0.0)                    | 0.0 (0.0)                    | 0.0 (0.0)                    | 0.0 (0.0)                    | 0.0 (0.0)                    | trace                        | 0.6 (1.5)                    | 2.2 (5.6)                    | 7.1 (18)                     |
| المصدر:                           |                              |                              |                              |                              |                              |                              |                              |                              |                              |                              |                              |                              |                              |

## توأمة
لريتشلاند (واشنطن) اتفاقيات توأمة مع كل من:
- فيربانكس
- سين شو

## أعلام
- تاي جونز
- ماري آن هورتون
- سكوت هارتلي
- كام هال
- ليلاني ميتشل
- لان براي